# Казахстан на Светском првенству у атлетици на отвореном 2015.
Казахстан је на Светском првенству у атлетици на отвореном 2015. одржаном у Пекингу од 22. до 30. августа, учествовао дванаести пут, односно учествовала је под данашњим именом на свим првенствима од 1993. до данас. Репрезентацију Казахстана је представљало 10 такмичара (4 мушкарца и 6 жена) у 8 (4 мушке и 4 женске) дисциплина.,
На овом првенству Казахстан је по броју освојених медаља делила 32. место са једном освојеном медаљом (бронза). У табели успешности према броју и пласману такмичара који су учествовали у финалним такмичењима (првих 8 такмичара) Казахстан је са 1 учесником у финалу делила 49. место са 6 бодова.
| Плас. | Земља     | 1. место | 2. место | 3. место | 4. место | 5. место | 6. место | 7. место | 8. место | Бр. финал. | Бод. |
| ----- | --------- | -------- | -------- | -------- | -------- | -------- | -------- | -------- | -------- | ---------- | ---- |
| =49.  | Казахстан | 0        | 0        | 1        | 0        | 0        | 0        | 0        | 0        | 1          | 6    |

## Учесници
| Мушкарци: - Михаил Красилов — Маратон - Георгиј Шејко — Ходање 20 км - Никита Филипов — Скок мотком - Роман Валијев — Троскок | Жене: - Олга Сафронова — 100 м, 200 м - Викторија Зјабкина — 100 м, 200 м - Gulzhanat Zhanatbek — Маратон - Ирина Смолникова — Маратон - Олга Рипакова — Троскок - Ирина Јектова — Троскок |  |

## Освајачи медаља (1)

### Бронза (1)
- Олга Рипакова — Троскок

## Резултати

### Мушкарци
| Атлетичар       | Дисциплина   | Лични рекорд | Квалификације | Квалификације | Полуфинале                                | Полуфинале                                 | Финале                | Финале            | Детаљи                                    |
| Атлетичар       | Дисциплина   | Лични рекорд | Резултат      | Место         | Резултат                                  | Место                                      | Резултат              | Место             | Детаљи                                    |
| --------------- | ------------ | ------------ | ------------- | ------------- | ----------------------------------------- | ------------------------------------------ | --------------------- | ----------------- | ----------------------------------------- |
| Михаил Красилов | Маратон      | 2:16:08      |               |               |                                           |                                            | Није завршио трку     | Није завршио трку | Архивирано на веб-сајту (23. август 2015) |
| Георгиј Шејко   | 20 км ходање | 1:21:44      | 1:24:58       | 30 / 50 (61)  | Архивирано на веб-сајту (23. август 2015) |                                            |                       |                   |                                           |
| Никита Филипов  | Скок мотком  | 5,65         |               |               | 5,40                                      | 15. у гр. Б                                | Нису се квалификовали | 30 / 33 (34)      |                                           |
| Роман Валијев   | Троскок      | 17,20        | 16,04         | 12. у гр. Б   | 25 / 27 (28)                              | Архивирано на веб-сајту (29. октобар 2015) | Нису се квалификовали |                   |                                           |

### Жене
| Атлетичарка         | Дисциплина | Лични рекорд        | Квалификације      | Квалификације      | Полуфинале            | Полуфинале            | Финале                                | Финале       | Детаљи                                      |
| Атлетичарка         | Дисциплина | Лични рекорд        | Резултат           | Место              | Резултат              | Место                 | Резултат                              | Место        | Детаљи                                      |
| ------------------- | ---------- | ------------------- | ------------------ | ------------------ | --------------------- | --------------------- | ------------------------------------- | ------------ | ------------------------------------------- |
| Олга Сафронова      | 100 м      | 11,12               | 11,49              | 5. у гр. 1         | Није се квалификовала | Није се квалификовала | Није се квалификовала                 | 37 / 46 (50) | Архивирано на веб-сајту (25. август 2015)   |
| Викторија Зјабкина  | 100 м      | 11,20               | 11,24 КВ           | 3. у гр. 2         | 11,19 ЛР              | 6. у гр. 2            | Није се квалификовала                 | 18 / 46 (50) | Архивирано на веб-сајту (29. новембар 2015) |
| Олга Сафронова      | 200 м      | 22,85               | 23,28 ЛРС          | 5. у гр. 7         | Није се квалификовала | Није се квалификовала | Није се квалификовала                 | 32 / 49 (51) | Архивирано на веб-сајту (30. новембар 2015) |
| Викторија Зјабкина  | 200 м      | 22,77 (-0,1 м/с) НР | 22,92 КВ           | 3. у гр. 1         | 22,77 НР              | 5. у гр. 1            | Није се квалификовала                 | 12 / 49 (51) | Архивирано на веб-сајту (29. новембар 2015) |
| Gulzhanat Zhanatbek | Маратон    | 2:38:36             |                    |                    |                       |                       | 2:45:54                               | 40 / 52 (67) | Архивирано на веб-сајту (30. август 2015)   |
| Ирина Смолникова    | Маратон    | 2:40:22             | Није завршила трку | Није завршила трку |                       |                       |                                       |              | Архивирано на веб-сајту (30. август 2015)   |
| Олга Рипакова       | Троскок    | 15,25 НР            | 14,33 КВ           | 2. у гр Б          |                       |                       | 14,77 ЛРС                             |              | Архивирано на веб-сајту (25. август 2015)   |
| Ирина Јектова       | Троскок    | 14,48               | 13,61              | 13. у гр А         | Није се квалификовала | 17 / 27 (28)          | Архивирано на веб-сајту (4. јун 2016) |              |                                             |